# Xu Hong
Xu Hong (en chino, 徐弘; pinyin, Xú Hóng; Dalian, China; 14 de mayo de 1968) es un exfutbolista y entrenador de fútbol de China que jugaba en la posición de defensa.

## Carrera

### Club
| Periodo   | Club         |
| --------- | ------------ |
| 1992-1993 | Liaoning FC  |
| 1994-2000 | Dalian Wanda |

### Selección nacional
Jugó para China en 35 ocasiones de 1992 a 1998 y anotó dos goles; participó en dos ediciones de la Copa Asiática y ganó la medalla de plata en los Juegos Asiáticos de 1994.

### Entrenador
| Periodo   | Club              |
| --------- | ----------------- |
| 2001–2002 | Dalian Sidelong   |
| 2003–2004 | Sichuan Guancheng |
| 2006      | Chongqing Lifan   |
| 2008–2010 | Dalian Shide      |
| 2013      | Dalian Aerbin     |

## Arreglo de partidos
El 19 de febrero de 2013 Xu fue suspendido por cinco años de toda actividad relacionada con el fútbol luego de que la Asociación China de Fútbol descubriera que manipuló un partido cuando era entrenador del Sichuan Guancheng. Era un partido de liga entre el Sichuan Guancheng contra el Shaanxi Guoli el 21 de septiembre de 2003, el cual ganó el Sichuan por 5–1. La Asociación adujo que el gerente general del Shaanxi Guoli, Wang Po manipuló el partido junto a Xu, pero Xu se declaró inocente debido a que su equipo ganó y no recibió nada por ello de parte de Wang Po, el cual sí fue suspendido de por vida.

## Logros

### Jugador
- Liga Jia-A: 1994, 1996, 1997, 1998, 2000

### Entrenador
- China League Two: 2001